# چان‌توی
چان‌توی (به ویتنامی: Xã Trần Thới) یک قصبه در ویتنام است که در استان کاماو واقع شده‌است.